# Namco System Super 22
Namco System Super 22 es una Placa de arcade creada por Namco destinada a los salones arcade.

## Descripción
El Namco System Super 22 fue lanzada por Namco en 1992.
El sistema tenía un procesador Motorola 68EC020 de 32-bit trabajando a 24.576 MHz , y el audio lo gestionaba el Mitsubishi M37710 16-bit a 16.384 MHz, 3 3D DSPs 2xTexas Instruments TMS320C25 16-bit fixed point DSP @ 49.152 MHz, y un chip de audio Namco C352 con 32 canales. Esta placa soporta 16.7 millones de colores en pantalla , y posee efectos gráficos como Texture mapping, Gouraud shading, efectos de transparencia, Depth-cueing, podía generar 240000 polígonos/s. Es una placa similar a la Namco System 22 pero con algunas diferencias, como que System Super 22 tenía una mejor tasa de frames, y más efectos, además la placa es ligeramente más pequeña.
En esta placa funcionaron 11 títulos.

## Especificaciones técnicas

### Procesador
- Motorola 68EC020 de 32-bit trabajando a 24.576 MHz

### Audio
- Mitsubishi M37710 16-bit a 16.384 MHz, 3 3D DSPs 2xTexas Instruments TMS320C25 16-bit fixed point DSP @ 49.152 MHz

Chip de sonido
- - Namco C352 32 channel 42kHz stereo supported 8-bit linear and 8-bit muLaw PCM - 4 channel output

## Lista de videojuegos
- Air Combat 22
- Alpine Racer
- Alpine Racer 2
- Alpine Surfer
- Aqua Jet
- Armadillo Racing
- Cyber Cycles
- Dirt Dash
- Prop Cycle
- Time Crisis
- Tokyo Wars